# Les Tranchées (ville de Genève)
Les Tranchées sont un quartier de Genève, en Suisse. Il est situé sur la rive gauche du lac Léman.

## Culture
Le muséum d'histoire naturelle de Genève (MHNG) est situé dans ce quartier, au 1 route de Malagnou.